# 落合信彦
落合 信彦（おちあい のぶひこ、1942年1月8日 - ）は、日本のジャーナリスト、小説家。
国際情勢や諜報関係の事情をレポートした作品やそれらを題材とした小説、翻訳、また近年では若者向けの人生指南書を多数執筆している。
アサヒビールから発売された辛口生ビール「スーパードライ」のテレビCMの初代キャラクターに起用された。

## 来歴
東京市浅草区（現東京都台東区）浅草出身。東京都立両国高等学校（定時制）卒業。高校時代には柔道で全国優勝したとアメリカのメディアが報じているが、落合が高校の全国チャンピオンになったとされる1958年には、インターハイにまだ個人戦は設けられておらず、団体戦も愛知県の東海高校が優勝しているうえに、定時制の生徒のための全国大会はそれよりずっと後の1970年に初開催されている。
1961年に奨学金を得てアメリカペンシルベニア州レディングのオルブライト大学に留学。在学中に実兄である落合秀彦とともにレディングの警察運動協議会やオルブライト大学で柔道と空手の教室を開き、後に門下生たちがCIAや米政府高官などになり貴重な情報ソースとなったという。大学時代には"Nobi"（ノビー）のニックネームで呼ばれた。1965年に大学を卒業。
大学卒業後、テンプル大学大学院（国際政治学専攻）に進学（1965年）。中退後はジョニーという友人と石油ビジネスを開始、エクアドルで生産量が10万バレル/日となるの油田を掘り当てるなど大成功を収めるも、作家活動に専念するため1973年に日本に帰国した。
1971年に『あめりか冒険留学 スーパージャップの空手・麻薬・乱交・学園』を上梓した後、1972年に『文藝春秋』11月号（p276〜288）にて「ニクソン世代とマクガバン世代」を発表。1977年には、『週刊文春』4月14日号に「2人の首領 笹川良一と児玉誉士夫」（単行本は「二人の首領」）を発表。同年9月22日号より「二〇三九年の真実」連載（単行本はダイヤモンド社から出版）。当時の編集長は田中健五であった。
以後、活動の拠点を集英社に移し、月刊プレイボーイ（NO.36 集英社 1978年6月1日）にノンフィクションノベル『首狩り部隊』が掲載。以後同誌にノンフィクションノベル及びノンフィクションを発表するなど、主に国際情勢を題材にしたノンフィクションの記事、単行本、小説などを多数発表。
1987年には「アサヒスーパードライ」（アサヒビール）のCMキャラクターとして起用され、作家長者番付で上位10位にランクインする。
1997年にはオルブライト大学から名誉博士号（honorary degree of Doctor of Humanities）を授与され、2002年には中華人民共和国・山東省観光大使に就任している。
現在、インターネット上にて「勝ち組クラブ」主宰、小学館『SAPIO』で記事を連載。

## 著作の特徴
- 留学、起業、オイルマンとしての体験からフィクション、ノンフィクション問わず世界を舞台にしたスケールの大きい話が多い。
- 著作中で各国の諜報機関（CIA、モサドなど）に多数知人がおり、彼らからの情報を元に世界情勢や国内問題を分析していると述べている。
- 1980年の著作『20世紀最後の真実　いまも戦いつづけるナチスの残党』（1980年、集英社）において、落合は、南米で、南米に潜伏した「元ナチス高官」と名乗る人物へのインタビューを行なっている。その中で、落合がインタビューしたこの人物は、ナチス高官の逃亡を助けた組織とされるオデッサ_(組織)（ODESSA)なる組織は、実在せず、それに相当する組織は、実はバチカンであったと述べている。そして、自身もバチカンに助けられて南米に逃亡したと述べている。このドイツ人は、落合に対して、自分の実名を公開してもいいと述べたが、集英社の判断で、このドイツ人の名は、最終的に伏せられ、匿名に留められた。落合がインタビューを行なったというこのドイツ人については、信憑性に疑問が投げかけられた一方で、戦争直後に行方不明になったオディロ・グロボクニクが、実は南米で生存していて、落合のインタビューを受けたのではないか？とする推測もあった。
- 1980年の著作『アメリカが日本を捨てる日』において、ソ連にとって、日本は複雑で、ソ連には占領・管理などできない国なので、むしろ核攻撃する可能性が高いと述べている。又、日米安保条約があるにも関わらず、アメリカが日本を捨てる根拠として、アメリカが、国鉄の民営化に反対しない事を挙げている。有事の際、アメリカが日本を守るためには、国鉄の米軍への協力が必要となるのに、その国鉄の民営化にアメリカが反対しないのは、日本を防衛する意思がないからだと、論じている。
- 1980年の著作『1983年の恐怖』において、軍事力でソ連が1983年にアメリカを逆転しアメリカが日本を守る事が困難となり、日本が侵略される可能性が非常に高いと断言していた。
- 1990年代前半には、SAPIO誌上において、慰安婦韓国人女性たちに同情的なルポルタージュを執筆している。
- 1990年代後半辺りからは、著作の方向性が、国際情勢を題材にしたものから若者向けの自己啓発本へとシフトしている。
- イスラエルを好意的に取り上げる事が多く、PLOを含むパレスチナ人には否定的である。又、シモン・ペレス等、パレスチナ人に対して融和的なイスラエルのハト派に対しても批判的である。オスロ協定による中東和平交渉が進んでいた時期には、「イスラエルのタカ派を無視した和平は実現できない」と述べて、中東和平交渉の失敗を予言していた。
- 著作中で過去何度も「アメリカは日米安保条約を守らず日本を捨てる」と断言している。
- 『噂の真相』は、落合の著作『2039年の真実』（『週刊文春』誌上の記事、ダイヤモンド社刊の単行本共に1977年）とAlan J Weberman及びMichael Canfieldの『Coup d'Etat in America』（1975年）との類似点を指摘する記事を掲載した。これに対して落合及び小学館は、事実無根として噂の真相側を提訴した。結果として両陣営は和解し、『噂の真相』は謝罪広告を掲載した。
- 『20世紀最後の真実』で、ナチスの残党が南米チリに在るエスタンシアと称される、警察でも近づくのが危険な秘密の場所で活動しており「高度な科学技術を持ち、UFOも製造している」と書かれていたが、この場所はドイツ人入植地のコロニア・ディグニダと推定される。厳重な警戒と秘密主義を有していたが、当時から存在が知られており、決して秘密の場所ではなく、限定的ではあるが対外的な情報発信も行っていた。現在はビジャ・バビエラと名前を変え、ホテルとレストランがあるレクレーション・観光施設として存在している。
- 落合はジャーナリストとして知り得た資料を小説に取り入れた。国際政治の裏側をスリルと面白さを混じえて小説にした。落合の小説はノンフィクションとフィクションを分割できない部分にある。それまでにない国際政治小説の分野を構築した。

## エピソード
これらのエピソードの多くはフィクション性の高い自著からのものであり、事実の裏付けが乏しいものが多数有る事に注意が必要である。
- ブラックマンデー直前に友人のドナルド・トランプに売りの指示をして、巨額の損失を回避させることに成功した[要出典]。
- 当時のロバート・ケネディ上院議員の大統領選挙スタッフとしても活動[要出典]。後の暗殺を受けて落合は殺害犯サーハン・ベシャラ・サーハンは遠隔からのマインド・コントロールを受けていたという説を発表[要出典]。獄中のサーハンを精神科医と共に訪問した[要出典]。落合はサーハンに加害意識がないことを確信したという[要出典]。
- 『アメリカよ!あめりかよ!』（1987年、集英社）で、英語は辞書の単語を覚えたらその頁を食べて覚えた。また、聖書を暗記した。と述べている。[要出典]。
- CIAに200名の知り合いがいる[要出典]。
- キャリアの絶頂期には情報収集のために年間3000万円、国際電話代は月に200万円以上の経費を計上していた[要出典]。
- 襲撃に備え、レストランでは常に壁を背にして座る[要出典]。
- 車に乗り込む前は、爆弾が仕掛けられていないかチェックをする[要出典]。
- 小規模会社でありながら、中東、南米、アフリカ等におけるジャイアンツ（巨大油田）の発見や石油メジャーとビジネス交渉などを行う[要出典]。もっぱら後進国である現地で暴動がおこり会社のオペレーションが被害を受けることもたびたびあり、落合の人脈で特に最も信用できるエンジニアが流れ弾に当たって死亡する事故がアフリカで起きた[要出典]。
- ベトナム戦争で戦死した友人に代わり社長に就任（1968年）[要出典]。会社名は集英社のパーティーでワイルドターキーを飲みすぎたときに忘れたままだという[要出典]。
- サンフランシスコの日本人街にあるバーで流れる日本の歌を聴いて望郷の念に駆られ、日本に一時帰国（1971年）[要出典]。その歌とは村田英雄の『無法松の一生』であった[要出典]。
- 会社を売却[要出典]。オイルショックのわずか7ヶ月前であった（1973年）[要出典]。
- ブルース・リーと対戦し、勝利した経験がある[要出典]。本人曰く「あんまり強くなかったですね、ブルース・リーは。（中略）3分で勝負がつきました」[7]。
- 小室直樹がソ連の崩壊を10年以上も前に著書『ソビエト帝国の崩壊』（1980年）で予言していたが、これに対して「ソ連が崩壊する事は絶対有り得ない、ソ連共産党のシステムや内部情報が全く理解出来ていないインテリジェンス能力の欠けた者の戯れ言だ」と手厳しく批判していた[要出典]。

## 批判
- デーブ・スペクターは週刊文春での対談連載（「東京裁判」）を担当してた頃、落合を指名し、直接疑問を問い質した（アサヒビール・スーパードライのコマーシャルで落合を目にし、余りにもよく目にするので、「これ誰？」と知人に聞いた事を切っ掛けに、落合に関心を持ったと言う）。インタビューは行われたが、落合が「彼（デーブ・スペクター）は、日本を食い物にする人物」と言って、最終的にインタビューの掲載を拒否し、ボツになった。しかし、そのゲラが月刊誌に流出。デーブは週刊新潮のインタビューで、「落合さんの本に“取材では相手を怒らせろ”と書いてあったから、そのとおりにしたら本当に怒ってボツにされちゃった。でも、具体的に何に対して怒ったのかはまったく覚えていないけどね」と語っている[9]。
- 一方テリー伊藤は同じ記事で、落合信彦を批判することは、「プロレスに対して『八百長だ！』などと怒っているのと同じ」であると反論している[9]。
- フリーライターの奥菜秀次が『落合信彦　最後の真実』（鹿砦社、1999）や『捏造ジャーナリスト　落合信彦』など、落合信彦関連の書籍を多数上梓している。これらの自著に記されている武勇伝に対し、奥菜は著書で、誇張や脚色・盗用、あるいは完全な作り話であると述べている。奥菜によれば、次の通りである。
  - ブルース・リーに空手を教授した裏付けも存在しなければ、ロバート・ケネディやジョン・F・ケネディと対面した記録もない。自著に記されている発見した油田も架空の名前である。
  - 落合の著作中、「（渡米後）ジョン・F・ケネディの大統領就任演説を聞いた」という記述があるが、ケネディの大統領就任は1961年1月であり、落合の渡米は1961年8月である。
  - KGB長官に会うため、長官室に行くには幾多にも複雑に曲がりくねった廊下と階段を経る必要があったと記しているが、実際の長官室はビルのロビーから真っ直ぐ進んだ場所にあった。
  - 落合の著作本は、未邦訳本の盗作と、ゴーストライターで成り立っている。CIAやモサド、KGB等の人物や、彼らからの情報が多数登場するが、全部嘘である。元オイルマンも嘘である。オイルマン時代に発見したという大油田がどこにあるのか確認できない。

## 家族
実兄は空手家（和真流宗家）の落合秀彦。息子はメディアアーティスト/研究者の落合陽一。甥はレディ・ガガの主治医をつとめた外科医のデレク・オチアイ。

## 著書
- 『GOLDEN SCHOLARSHIP GUIDE』（1967年、日本記憶術研究会）
- 『あめりか冒険留学　スーパージャップの空手・麻薬・乱交・学園』（1971年、勝利出版）
- 『二〇三九年の真実』（1977年、ダイヤモンド社）のち集英社文庫、『20世紀最大の謀略ーケネディ暗殺の真実ー』(2013年、小学館文庫)
- 『誰も書かなかった安宅処分』（1978年、サンケイ出版）
- 『北京より愛をこめて』（1978年、サンケイ出版）
- 『男たちのバラード』（1979年、集英社）のち文庫
- 『20世紀最後の真実　いまも戦いつづけるナチスの残党』（1980年、集英社）のち文庫
- 『石油戦争』集英社 1980 のち文庫
- 『アメリカが日本を捨てる日』ごま書房(ゴマブックス)1980
- 『1983年の恐怖』ごま書房(ゴマブックス) 1980
- 『アメリカの狂気と悲劇』集英社 1981　のち文庫
- 『21世紀への演出者たち　CIAvsKGB』（1981年、集英社）のち文庫
- 『モサド、その真実　世界最強のイスラエル諜報機関』（1981年、集英社）のち文庫
- 『アメリカ最後の誤算 日本を“いけにえ"にするレーガンの危険な賭けとは』ごま書房 1982
- 『砂漠の狂信者 英雄たちのバラード』集英社 1982  「英雄たちのバラード」文庫
- 『アメリカの裏切り 日本たたきつぶしを狙う恐怖の戦略』ごま書房 1982
- 『傭兵部隊　その栄光と孤独』（1982年、集英社）のち文庫
- 『日本が叩き潰される日　米・ソが仕掛けた罠』（1983年、光文社カッパノベルス）のち集英社文庫
- 『ただ栄光のためでなく』（1983年、集英社）のち文庫
- 『シリコン・バレー逆おとり作戦』集英社 1983 「ザ・スパイ・ゲーム」文庫
- 『戦いいまだ終わらず』（1984年、集英社）のち文庫
- 『英雄たちのバラード』集英社、1984年　『盛衰の哀歌』(2011年、ハルキ文庫)
- 『ザ・スクープ』集英社、1984　のち文庫
- 『諜報戦争』（1985年、光文社）
- 『男たちの伝説』集英社、1985　のち文庫
- 『狼たちの世界』（1986年、集英社）のち文庫
- 『挑戦者たち』（1986年、集英社）のち文庫
- 『戒厳令1988年ソウル 長編小説』光文社 1986 のち文庫
- 『謀略者たち 長編小説』光文社 1987　のち集英社文庫、光文社文庫
- 『勇者 還らず　長編小説』（1987年、集英社）のち文庫
- 『アメリカの制裁』集英社文庫、1987
- 『アメリカよ!あめりかよ!』（1987年、集英社）のち文庫
- 『二人の首領』（1988年、集英社）のち文庫
- 『38度線崩壊 長編小説』光文社 1988　のち文庫
- 『戦士に涙はいらない』集英社 1988  のち文庫
- 『「日本の危機」を読め!』光文社 1988
- 『狼たちへの伝言』全3巻、1988-91年　小学館）のち集英社文庫、小学館ライブラリー
- 『栄光遥かなり』集英社 1989 のち文庫
- 『ゴルバチョフ暗殺』全2巻　光文社 1989-90　「崩壊」集英社文庫
- 『「聖地」荒れて』小学館 1989
- 『1990's世界はこう動く』集英社 1989
- 『激変 ゴルバチョフ革命の真実』小学館 1990
- 『終局への宴』集英社 1990　のち文庫
- 『そしてわが祖国』（1990年、小学館）のち集英社文庫
- 『国際情報 Just Now』（1990〜92年、集英社）
- 『葛飾発アメリカ行き　映画はわが青春のチアー・リーダー』（1991年、集英社）「映画が僕を世界へ翔ばせてくれた」文庫
- 『21世紀への出撃 そしてわが祖国』小学館 1991
- 『ゴルバチョフ失脚 長編小説』光文社 1991　「崩壊3」集英社文庫
- 『憎しみの大地 Let a shaft of light cut into darkness』小学館 1991 のち文庫
- 『世紀末への発進 激動の世界』集英社 1992
- 『誇り高き者たちへ』光文社 1992 のち集英社文庫
- 『「新世界秩序」の危機を読め!』光文社 1992
- 『赤い帝国の罠』小学館 1992 「ロシアの正体」文庫
- 『1994年世界は、Our world』小学館 1993
- 『殺戮と絶望の大地』小学館 1993
- 『ケネディからの伝言』（1993年、小学館）のち集英社文庫、小学館文庫
- 『これが、世界だ 落合信彦国際情報ファイル』小学館 1993
- 『ザ・プリティ・ボーイ』光文社 1993  「魔軍」文庫
- 『北朝鮮の正体 地球上最後の時限爆弾』ザ・マサダ 1994 のち小学館文庫
- 『鄧小平の遺言 野望果てることなし』小学館 1994
- 『日本の正体 The pride and the passion』（1994年、ザ・マサダ）のち小学館文庫
- 『新しい日本人へ』小学館 1994
- 『金正日暗殺指令 長編小説』光文社 1994 のち小学館文庫
- 『太陽の馬』（1995年、集英社）のち文庫
- 『もっともっとアメリカ アメリカを10倍知り、100倍楽しむ本』ザ・マサダ 1995　のち小学館文庫
- 『目覚めぬ羊たち』小学館、1995
- 『そしてわが祖国　完結編』（1995年、小学館）
- 『落合信彦our world '95世界を決める60人』小学館 1995
- 『日本の常識を捨てろ!』（1996年、光文社）のち文庫
- 『烈炎に舞う』（1996年、集英社）のち文庫
- 『明日は、世界を』小学館 1996
- 『極言　勝者の合言葉』（1996年、ザ・マサダ）のち小学館文庫
- 『ベルリンからの激震』小学館 1996
- 『運命の劇場』（1997年、集英社）のち文庫
- 『成り上がりの時代』ザ・マサダ 1997　のち小学館文庫
- 『女の誇り男の名誉』小学館 1997
- 『命の使い方』（1997年、小学館）のち文庫
- 『誰も見なかった中国 The long yellow road』小学館 1997
- 『恥と無駄の超大国・日本』（1998年、ザ・マサダ）のち小学館文庫
- 『日本村のメルトダウン 激震ついにアジアへ!』（1998年、小学館）
- 『これからの「勝ち組」「負け組」逆風の時代に成功する条件』（1998年、ザ・マサダ）のち青春文庫、光文社知恵の森文庫
- 『もうひとつのシルクロード 中国大分裂の「地雷原」』小学館 1998
- 『王たちの行進』集英社、1998　のち文庫
- 『勝ち残りの「生き方」』ザ・マサダ 1999　のち小学館文庫
- 『「大差」の時代』（1999年、ザ・マサダ）のち小学館文庫
- 『されど、わが祖国　夢-挫折-希望-行動そして21世紀』（1999年、小学館）
- 『「豚」の人生「人間」の人生』小学館 1999
- 『そして帝国は消えた』（1999年、集英社）のち文庫
- 『翔べ黄金の翼に乗って』集英社文庫、1999
- 『ジョークでさらば20世紀』（2000年、青春出版社）「ジョークで時代をふっとばせ!」文庫
- 『魂 人生に合格するための新・学問のすすめ』（2000年、光文社）のち知恵の森文庫
- 『ザ・ラスト・ディケイド 巨人・奇人・変人 20世紀最後の10年』（2000年、小学館）のち文庫
- 『「ケンカ」のすすめ 戦いの数だけチャンスがある!』ザ・マサダ 2000　のち光文社知恵の森文庫
- 『「1000年人」から「2000年人」へ 時代、世界、人-すべて変わる。「新地球人」の命の感じ方・夢の抱き方。』青春出版社 2000  「断ち切れ!日本村の感覚」文庫
- 『21世紀の狼たちへ』小学館文庫、2001
- 『10年後の自分が見えるヤツ 1年後の自分も見えないヤツ』（2001年、青春出版社）のち文庫
- 『ザ・ラスト・ウォー』光文社 2001　のち集英社文庫
- 『勇気の時代』ザ・マサダ 2001  のち光文社知恵の森文庫
- 『騙し人』（2001年、集英社）のち文庫
- 『どしゃぶりの時代魂の磨き方』集英社 2002　のち文庫
- 『1度の失敗であきらめるヤツ 10度の成功でも満足しないヤツ』（2002年、青春出版社）
- 『変わろうとしない奴はもういらない』（2002年、光文社）
- 『今がどん底這い上がるしかないじゃないか』青春出版社 2003
- 『ザ・ファイナルオプション 騙し人II』（2003年、集英社）のち文庫
- 『国が死ぬ! 緊急警告 救国の鉄槌』小学館 2003
- 『グローバル・インテリジェンス・ファイル』（2003年、集英社インターナショナル）
- 『崖っぷちで踊るヤツ すくむヤツ 逃げるヤツ　人生をもっと本気でプレイしたくなる本』（2004年、青春出版社）
- 『名もなき勇者たちへ』（2004年、集英社）「名もなき勇者たちよ」文庫
- 『私が愛した金正日』光文社、2004　『金正日が愛した女―北朝鮮最後の真実』(2011年、ハルキ文庫)
- 『成功本能を解き放て 失敗を恐れる"理性"との決別』（2005年、青春出版社）
- 『虎を鎖でつなげ』（2005年、集英社）のち文庫
- 『ずぶとい国、ずるい国、そしてバカな国 「学級崩壊」する国際社会!』（2005年、小学館）
- 『「まがいモン」たちの終焉　"本物"を見分ける「頼れる自分」の創り方』（2006年、青春出版社）
- 『千秋の讃歌』（2007年、小学館）『愛と惜別の果てに』 (2012年、集英社文庫)
- 『「迷い」の中にチャンスがある 落合信彦の人生相談』青春出版社 2007
- 『「最強情報戦略国家」の誕生　「インテリジェンス・ウォー」の勝者が21世紀を制覇する』（2007年、小学館）
- 『自分の限界を破る図太さの力』青春出版社 2008
- 『小説サブプライム 世界を破滅させた人間たち』（2009年、集英社）のち文庫
- 『恥の殿堂 Shame on you !』（2009年、小学館101新書）
- 『無知との遭遇』（2010年、小学館101新書）
- 『狼たちの聖戦　サブプライムを超えて』角川晴樹事務所、2010年　のち文庫
- 『世界を変えた巨人たち「IF」: もしケネディ・織田信長が暗殺されていなかったら』(2011年、小学館)
- 『ケンカ国家論』(2013年、小学館)
- 『そして、アメリカは消える』小学館 2016

### 翻訳
- ゲイル・リバース『ザ・スペシャリスト ある秘密工作員の告白』光文社 1985 のち文庫
- ウィリアム・V.ケネディ他『諜報戦争 21世紀-生存の条件』光文社 1985
- マグナス・リンクレイター他『第四帝国』集英社 1985　のち文庫
- リチャード・S.フリードマン他『21世紀の戦争 テロと宇宙戦-究極の戦場』光文社 1986
- ピーター・マース『諜報員狩り』集英社 1987
- アレン・ダレス編『ザ・スーパースパイ 歴史を変えた男たち』光文社 1987 のち文庫
- スティーブン・エマーソン『秘密工作者たち』集英社 1988
- ゲイル・リバース『ザ・プロフェッショナル 対テロ工作員の警告』光文社 1988 のち文庫
- ゲイル・リバース『戦士たちの名誉 ソールジャーズ・オナー』光文社 1989 のち文庫
- ジョゼフ・ピストーネ『マフィアをはめた男』集英社、1989　のち「フェイク」文庫
- ウォルター・N.ラング『特殊部隊 対テロ戦争-兵士・武器・戦術』光文社 1990
- ゲイル・シーヒー『世界を変えた男ゴルバチョフ』飛鳥新社 1990
- フェリス・I.ロドリゲス、ジョン・ワイズマン『秘密工作者 チェ・ゲバラを殺した男の告白』光文社 1990
- エド・ルジェロ『第2次朝鮮動乱 38ノースヤンキー作戦』光文社 1991
- サム&チャック・ジアンカーナ『アメリカを葬った男 ケネディ兄弟、モンロー死の真相 マフィア激白!』光文社 1992  のち文庫
- フセイン・スマイダ、キャロル・ジェローム『偽りの報酬』扶桑社 1992
- ハロルド・ロビンス『DAX』ザ・マサダ 1995  「冒険者たち」集英社文庫
- クレアー・スターリング『世界を葬る男たち 「21世紀の征服者」国際マフィア連合』光文社 1996 のち知恵の森文庫
- クリストファー・クライトン（Christopher Creighton）『ナチスを売った男 ジェームズ・ボンド作戦 世紀の謀略』光文社 1997　のち知恵の森文庫